# Gieltjesdorp
Gieltjesdorp est un hameau situé dans la commune néerlandaise de Stichtse Vecht, dans la province d'Utrecht.
Avant 1942, Gieltjesdorp faisait partie de la commune de Laag-Nieuwkoop.